# موریس پری (بازیگر)
موریس پری (انگلیسی: Morris Perry؛ زادهٔ ۲۸ مارس ۱۹۲۵) بازیگر اهل بریتانیا است.
از فیلم‌ها یا مجموعه‌های تلویزیونی که وی در آن‌ها نقش داشته‌است، می‌توان به ساحره‌گیری، جنگ و صلح، خانواده دراماند، ترغیب‌گران!، دکتر هو، سوئینی، ارتش سری، آدمکشان میدسامر، پوآرو، پناهگاه و عشق اشاره نمود.